# Una pareja perfecta
Una pareja perfecta es una película española de comedia estrenada en 1998, dirigida por Francesc Betriu y protagonizada en los papeles principales por Antonio Resines y José Sazatornil.
El guion fue elaborado por Rafael Azcona adaptando la novela de Miguel Delibes "Diario de un jubilado".

## Sinopsis
Lorenzo, un cuarentón en paro forzoso y Don Tadeo, un viejo poeta homosexual que vive de rentas, mantienen una curiosa relación profesional y amistosa. Pero todo se altera a causa de unas fotografías comprometedoras del primero con otra mujer en la cama, complicándose todo aún más con la aparición de un adolescente rubio, un robo de joyas, una hija demasiado emancipada, unos cupones de sopa de sobre y un premio Nobel que hace el vago.

## Reparto
| Intérprete           | Personaje        |
| -------------------- | ---------------- |
| Antonio Resines      | Lorenzo          |
| José Sazatornil      | Don Tadeo        |
| Kiti Mánver          | Anita            |
| Chus Lampreave       | Doña Cuca        |
| Ramón Barea          | Melecio          |
| Mabel Lozano         | Faustina         |
| Lucía Jiménez        | Sonia            |
| Daniel Guzmán        | Terry            |
| Pepe Viyuela         | Adrián           |
| Pedro Mari Sánchez   | Silvio           |
| Luis Ciges           | Partenio         |
| Antonio Canal        | Toni             |
| Josep Maria Pou      | Presidente       |
| Quique Camoiras      | Ovejero          |
| Fernando Vivanco     | José Antonio     |
| Pablo Carbonell      | Presentador T.V. |
| Mariam Budia         | Prisca           |
| Francisco Merino     | Don Vicente      |
| Tomás Sáez           | Guijuelo         |
| María Jesús Hoyos    | Paca             |
| Paco Catalá          | Cantero          |
| Miguel Campos        | Camarero         |
| James E. Dodson      | Don John         |
| Colin A. Carter      | Don Richard      |
| Eladio Sánchez       | Jefe Taller      |
| Antonio Torres       | Tipo Gordo       |
| Alfonso del Amo      | Mendigo          |
| José Ignacio Arribas | Limpiabotas      |
| Santiago Ordóñez     | Niño Rubio       |
| José Antonio Lobato  | Policía Nacional |
| Manuel del Solo      | Kiosquero        |

## Premios
- Fotograma de plata 1998: Mejor actor de cine para Antonio Resines.[3]
- Festival de Málaga 1998: Premio a la mejor actriz para Kiti Mánver.[4]